# Euro Media France
La Société française de production (SFP) è un importante attore del mercato audiovisivo e cinematografico francese. Originariamente impresa pubblica di produzione e creazione dell'ORTF, è stata privatizzata nel 2001, ed è stata presa dal gruppo Euro Media Télévision associato al Gruppo Bolloré. Ha sede a Bry-sur-Marne.

## Storia
- 1975: La società nasce dalla scissione dell'ORTF nel 1974, una società privata, a capitale pubblico.
- 1978: Costruzione di un sito a Bry-sur-Marne a fianco di quello dell'INA.
- 1992: La SFP assicura la copertura televisiva dei grandi eventi dei Giochi olimpici d'Albertville: in questa occasione l'organizzazione della copertura mediatica le dà un ruolo maggiore. In questa occasione l'intera società viene divisa in filiali (la quasi totalità di queste filiali saranno poi raggruppate sotto la forma di una società unica,com'erano inizialmente nel 1974)
- 2001: acquisizione da parte del Gruppo Euro Média Télévision.